# Neroberg
Neroberg (dawniej też Ersberg) – szczyt w Niemczech (Hesja), w górach Taunus, w północnej części Wiesbaden, o wysokości 245 m n.p.m. Obecna nazwa została nadana przez Paulinusa Pompejusa na cześć rzymskiego cesarza Nerona, a spopularyzowana w XIX wieku jako nawiązanie do rzymskiej przeszłości miasta.

## Charakterystyka

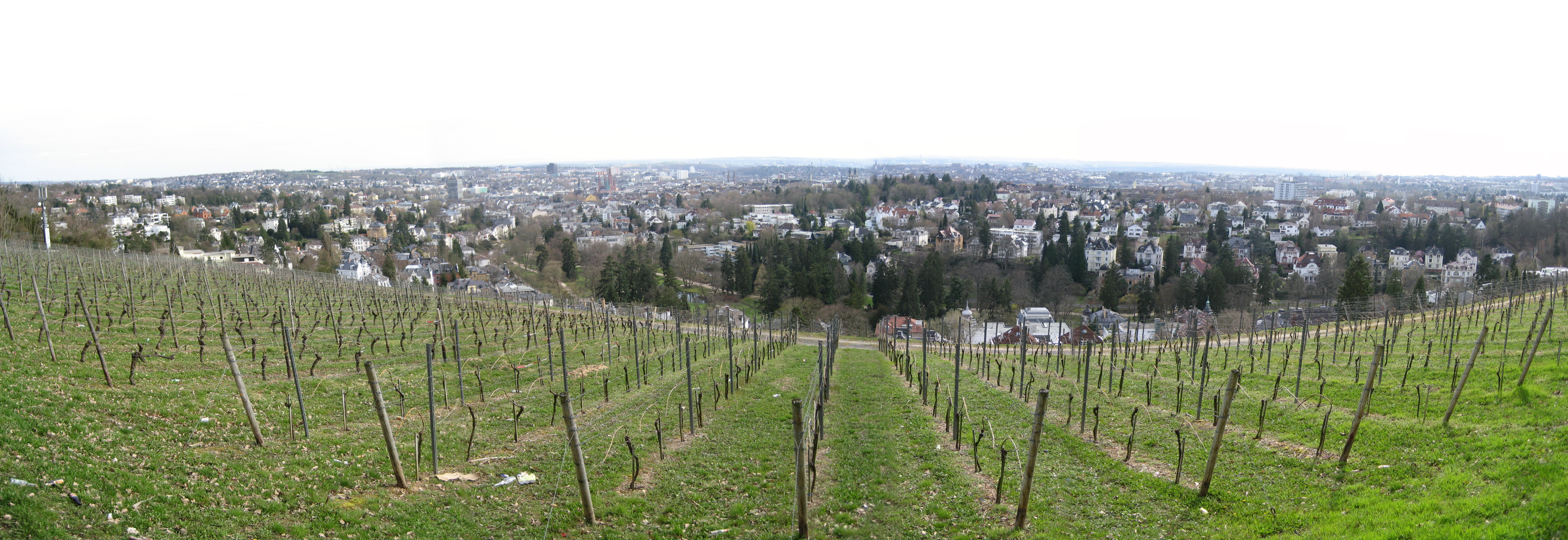
Widok na Wiesbaden znad winnicy

Góra jest jednym z najpopularniejszych miejsc wycieczkowych w Wiesbaden. Ze zbudowanego na szczycie w 1851 monoptera roztacza się widok na miasto. Projektantem tej świątyni był Philipp Hoffmann. W pobliżu znajduje się amfiteatr i kawiarnia. Na południowym stoku rośnie winnica Neroberger. Obok winnicy zorganizowano kąpielisko publiczne Opelbad. Został ono zaprojektowane w stylu Bauhaus jako odkryty basen w latach 1933–1934. Uważane jest za jeden z najpiękniejszych basenów w Niemczech, również ze względu na widok, jaki oferuje na miasto.
Oprócz monopteru na szczycie znajdują się pomnik wojenny z 1909 i pomnik Ottona von Bismarcka z 1898. W latach 1847–1855 na górze wzniesiono cerkiew z pięcioma pozłacanymi kopułami cebulastymi. Została zbudowana w jako kościół grobowy w stylu rosyjsko-bizantyjskim dla pomieszczenia szczątków żony księcia Adolfa, wielkiej księżnej Elżbiety Michajłownej Romanowej z Petersburga i jej dziecka. Obok cerkwi istnieje rosyjski cmentarz.

## Turystyka
Góra jest udostępniona linią kolei linowo-terenowej Nerobergbahn (dolna stacja Nerotal). Prowadzą tu szlaki turystyczne: Via Mattiacorum i Wald-Erlebnispad.

## Galeria

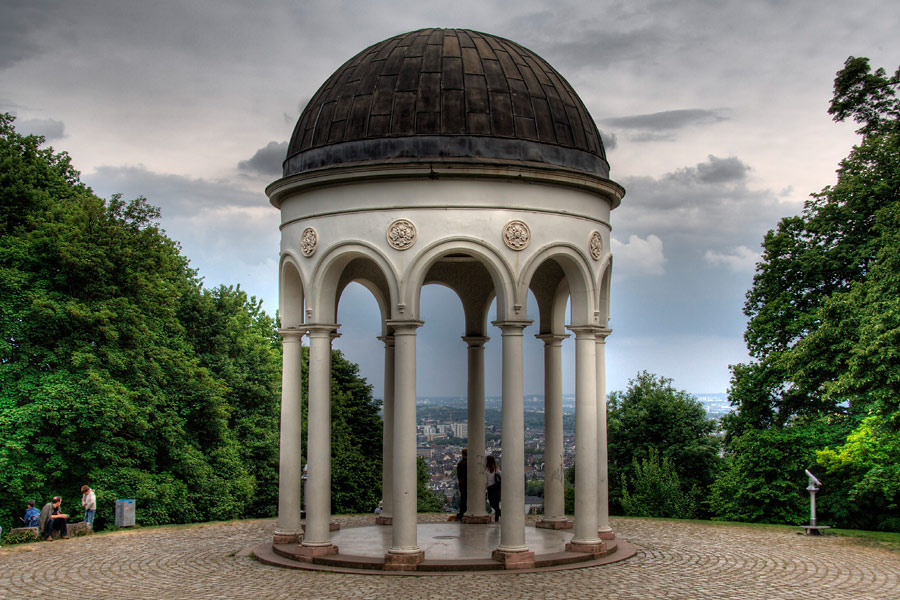
Monopter na szczycie
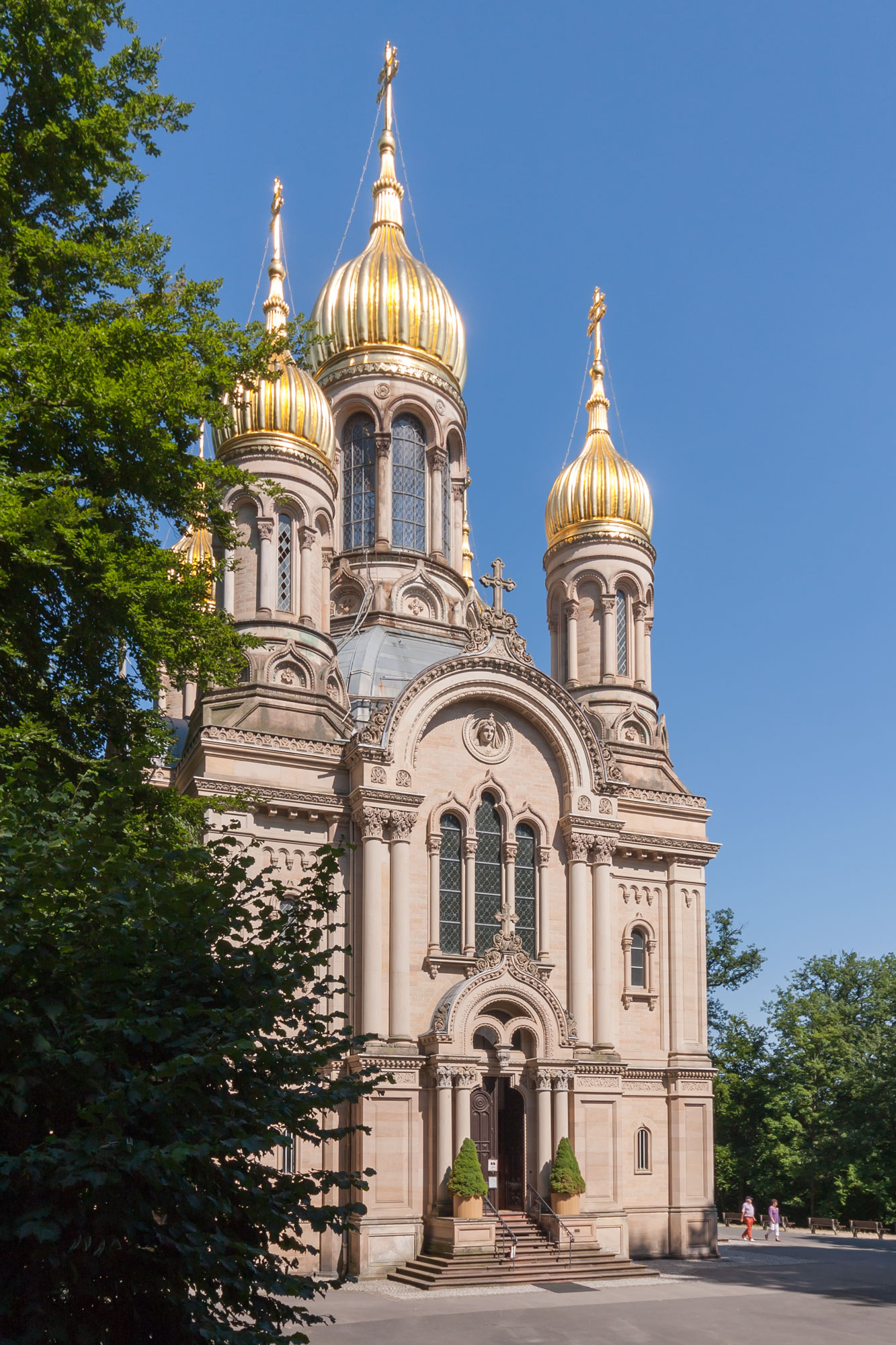
Cerkiew
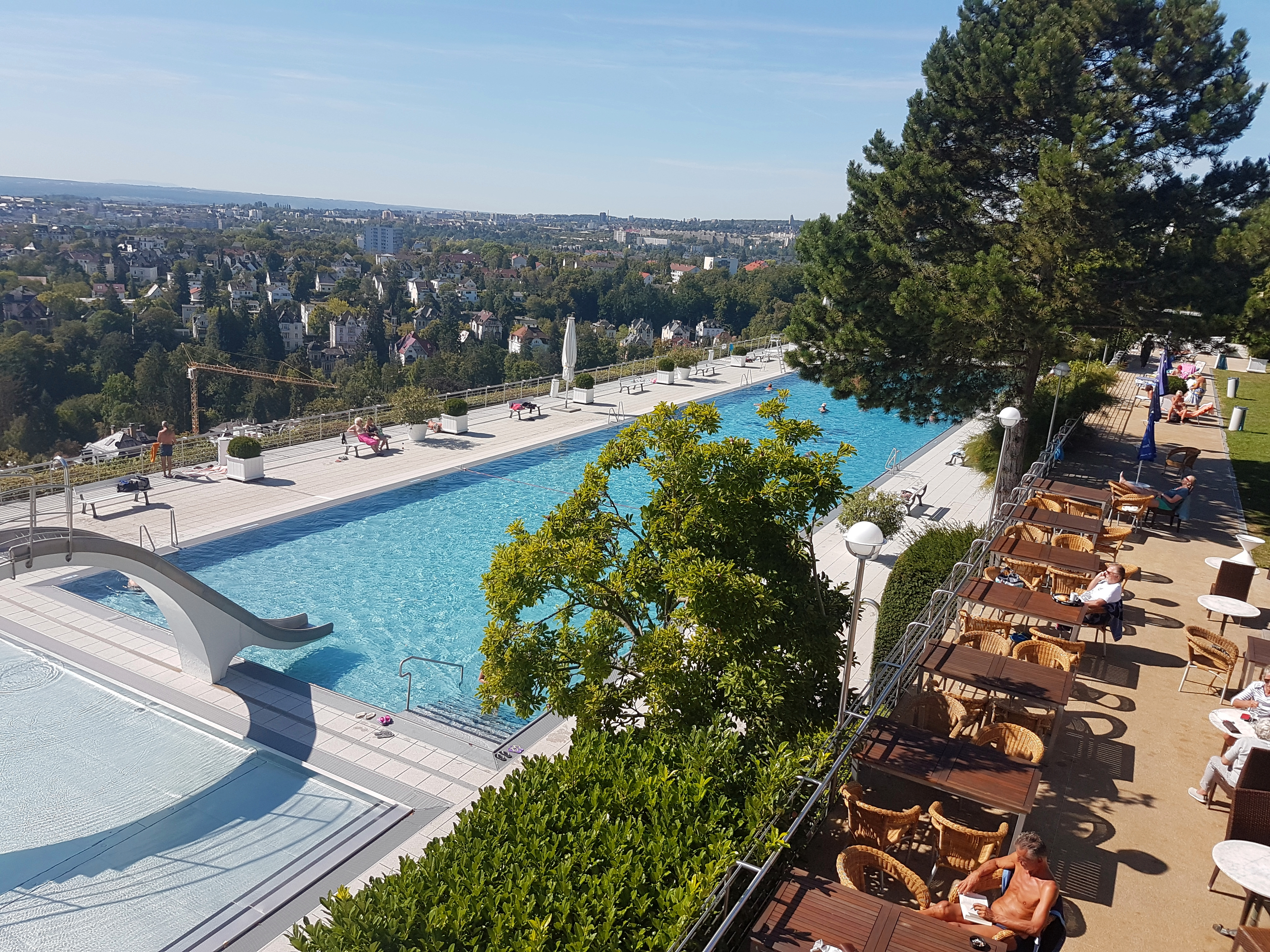
Kąpielisko Opelbad
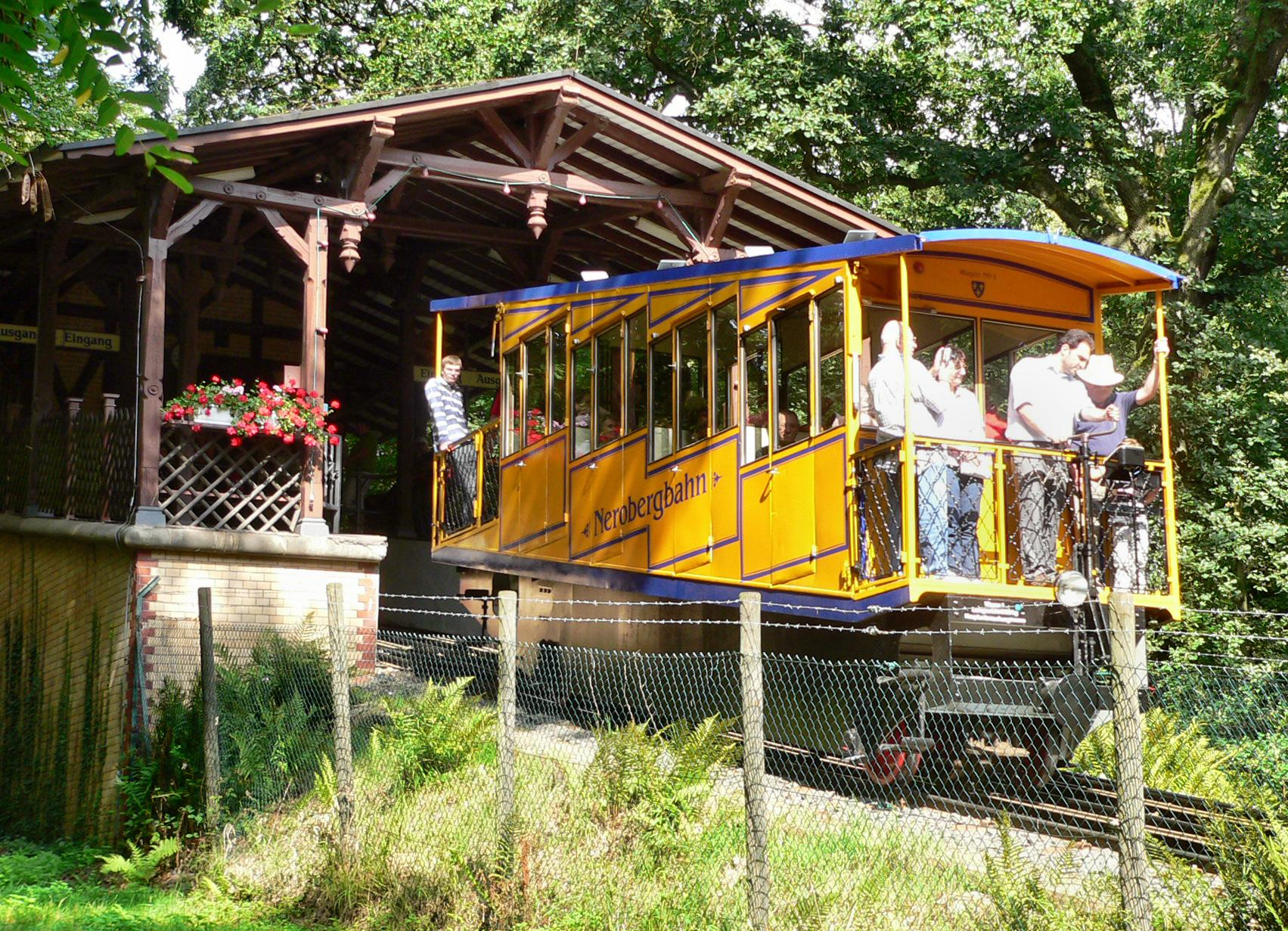
Nerobergbahn